# Зенон (Іараджулі)
Архієпископ Зенон (груз. ზენონი, в миру Імеда Шотаєвич Іараджули, груз. იმედა შოთას ძე იარაჯული; 17 травня 1972, Тбілісі) — єпископ Грузинської православної церкви, архієпископ Дманіський і Агарак-Таширський, керуючий грузинськими парафіями у Великій Британії та Ірландії.

## Біографія
У 1979-1989 роки навчався в середній школі.
У 1989 році вступив в Тбіліську духовну семінарію, яку закінчив у 1992 році.
14 серпня 1993 році єпископом Сухумським і Абхазьким Даниїлом (Датуашвілі) пострижений у чернецтво з ім'ям Зенон. 19 серпня того ж року був висвячений у ієродиякона, а 25 жовтня — на ієромонаха.
10 листопада 1994 року був возведений у сан ігумена і призначений рекотором Сигнахського духовного училища.
1 листопада 1995 року призначений проректором Тбіліських духовних семінарії та академії. Пробув на посаді до 1996 року.
У 1996-1997 роки навчався в Римському Східному інституті.
14 березня 1998 призначений секретарем Католікоса-Патріарха всієї Грузії.
Між 1998 і 2002 роком був головою Фінансово-економічного Відділу Грузинської Патріархії.
В 2000-2002 роки — настоятель у Тбіліському Отцево-Давидовському храмі.
16 червня 2001 року возведений у сан архімандрита і призначений помічником настоятеля кафедрального собору Светіцховелі. У 2002-2003 роках — настоятель Мцхетського кафедрального собору Светіцховелі.
18 серпня 2003 року рішенням Священного Синоду Грузинської Православної Церкви обраний єпископом знову заснованої Дманиської єпархії.
6 лютого 2006 року Священний Синод Грузинської Церкви постановив відновити давню Агаракську і Таширськую кафедру і підпорядкувати її єпископу Зенону, змінивши його титул на Дманіського і Агарак-Таширського. Установа цієї кафедри, розташованої на півночі Вірменії, викликала неприйняття Вірменською Апостольською Церквою.
25 грудня 2007 року єпископ Зінон був нагороджений Орденом святого Георгія.
30 квітня 2009 року Священний Синод також визначив його керуючим грузинськими парафіями у Великій Британії та Ірландії.
6 лютого 2011 року возведений у сан архієпископа.
В грудні 2018 року висловив підтримку Православної Церкви України: «Чому Автокефалія Української церкви стає трагедією для сумлінних священнослужителів?». «Народ хоче, щоб його Першоієрарх очолював незалежну церкву. Яке словоблуддя про незаконність цього є більшим за божественну справедливість цього?»